# Phyteuma nigrum
Espèce
Classification phylogénétique
Statut de conservation UICN

 LC  : Préoccupation mineure
Phyteuma nigrum, la Raiponce noire, est une plante herbacée vivace de la famille des Campanulacées.

## Description

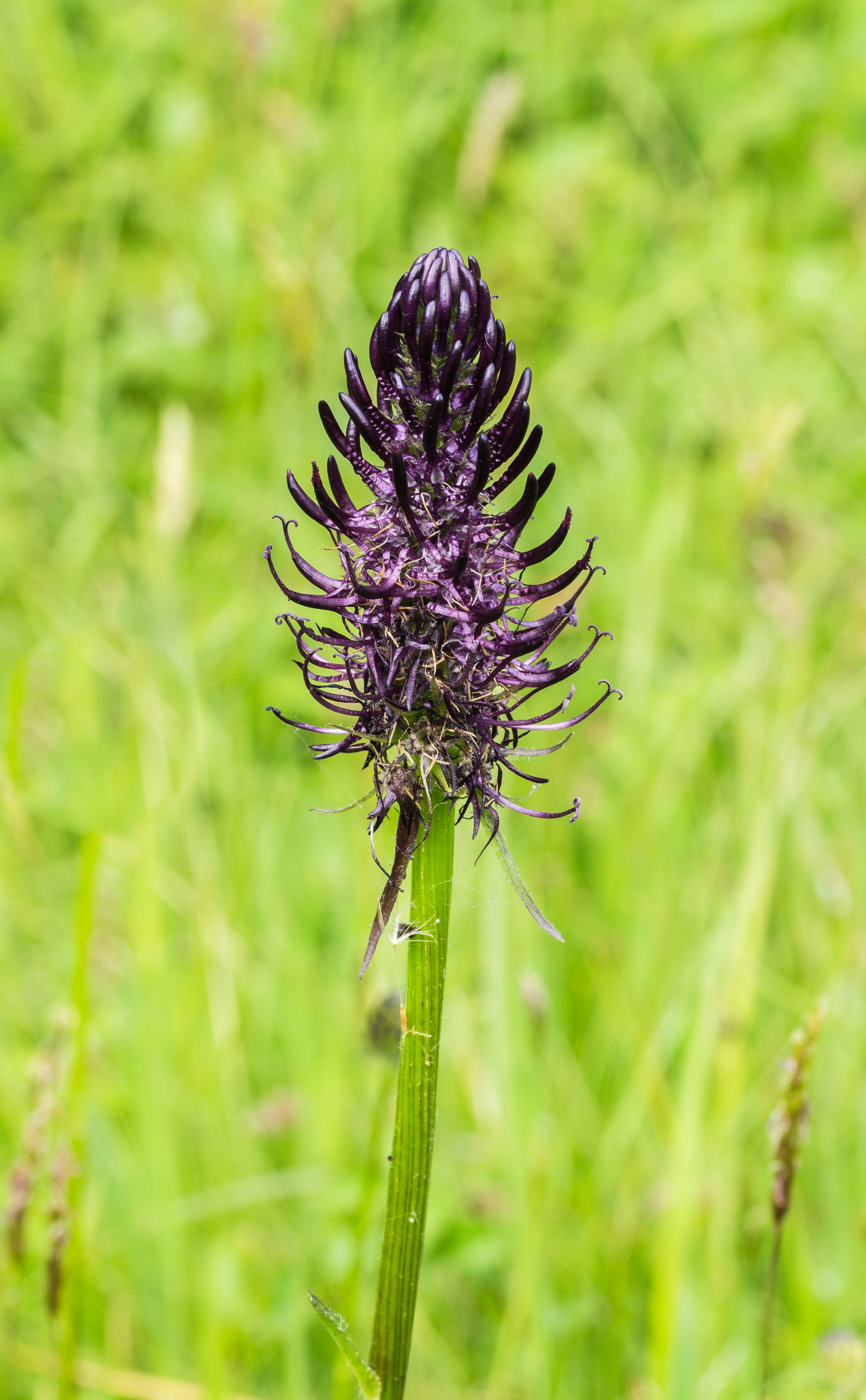
Fleur de phyteuma nigrum. Mai 2019.

Plante dressée, glabre, atteignant 60 cm. Fleurs généralement violet noirâtre, parfois blanches, groupées en épis ovales s'allongeant par la suite. Tige torsadée. Floraison de mai à juillet.

## Distribution
Europe, notamment Autriche, Allemagne, France, Belgique.

## Statuts de protection, menaces
L'espèce n'est pas encore évaluée à l'échelle mondiale et européenne par l'UICN. En France elle est classée comme non préoccupante . Elle est considérée comme vulnérable (VU) en Picardie et Nord-Pas-de-Calais.

## Habitat
Prés et bois humides dans des régions de collines ou basses montagnes jusqu'à 1 200 m d'altitude.